# Hidra (satélite)
Hidra é um satélite natural de Plutão. Ela foi descoberta juntamente com Nix em junho de 2005, pela Equipe de Busca de Plutão do telescópio espacial Hubble, composta por Hal A. Weaver, S. Alan Stern, Max J. Mutchler, Andrew J. Steffl, Marc W. Buie, William J. Merline, John R. Spencer, Eliot F. Young e Leslie A. Young. As imagens da descoberta foram tiradas em 15 de maio e 18 de maio de 2005; as luas foram avistadas pela primeira vez por Max J. Mutchler em 15 de junho de 2005 e as descobertas foram anunciadas em 31 de outubro de 2005, depois de confirmações obtidas por outras observações. A lua foi designada S/2005 P 1.

## Descoberta

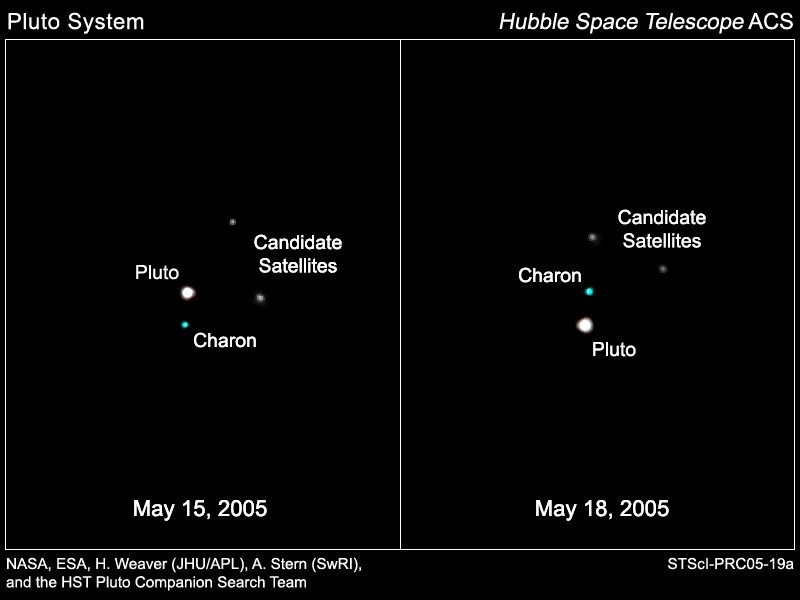
Imagens da descoberta de Hidra.

Hidra foi descoberta por pesquisadores do Pluto Companion Search Team, consistindo em Hal A. Weaver e muitos outros envolvidos na missão New Horizons para Plutão, incluindo Alan Stern e Marc W. Buie.  A equipe da New Horizons suspeitava que Plutão e Caronte poderiam estar acompanhados por outras luas menores previamente desconhecidas, portanto, eles usaram o Telescópio Espacial Hubble para observar luas fracas ao redor de Plutão. Uma vez que o brilho de Hidra é cerca de 5.000 vezes mais fraco do que Plutão, imagens de longa exposição de Plutão foram tiradas para encontrar Hidra.
As imagens da descoberta foram tiradas em 15 de maio de 2005 e 18 de maio de 2005. Hidra e Nix foram descobertos independentemente por Max J. Mutchler em 15 de junho de 2005 e por Andrew J. Steffl em 15 de agosto de 2005. As descobertas foram anunciadas em 31 de outubro 2005, após a confirmação pela pré- cobertura de imagens de arquivo do Hubble de Plutão de 2002. As duas luas recém-descobertas foram posteriormente designadas provisoriamente como S/2005 P 1 para Hydra e S/2005 P 2 para Nix. As luas foram informalmente referidas como "P1" e "P2", respectivamente, pela equipe de descoberta.

## Órbita
O satélite orbita o baricentro do sistema no mesmo plano que Caronte e Nix, a uma distância de cerca de 64 738 km, fazendo com que Hidra seja a lua mais distante de Plutão. Similarmente a todas as luas de Plutão, a órbita do satélite é quase circular e coplanar com a órbita de Caronte; todas as luas de Plutão têm inclinações orbitais muito baixas em relação ao equador de Plutão.
Hidra tem um período orbital de aproximadamente 38,2 dias e é ressonante com outras luas de Plutão. Está em uma ressonância orbital de 2:3 com Nix, e uma ressonância 6:11 com Estige. Como resultado dessa ressonância de 3 corpos, o satélite tem conjunções com Estige e Nix em uma proporção de 5:3.
A órbita de Hidra está perto de uma ressonância orbital 1:6 com Caronte, com uma discrepância de tempo de 0,3%.

## Características físicas
Hidra possui uma forma irregular, com dimensões de 50,9 km, 36,1 km e 30,9 km, sendo a segunda maior lua de Plutão. Sua superfície é altamente reflexiva devido à presença de gelo de água em sua superfície e exibe um espectro neutro semelhante às pequenas luas de Plutão, embora o espectro de HIdra pareça ligeiramente mais azul. O gelo de água na superfície de Hidra é relativamente puro e não mostra escurecimento significativo em comparação com Caronte.
Derivado dos dados de contagem de crateras da New Horizons, a superfície de Hidra é estimada em cerca de quatro bilhões de anos. Grandes crateras em Hidra sugerem que ela pode ter perdido parte de sua massa original em eventos de impacto desde sua formação.

## Nomeação
O nome Hidra foi aprovado em 21 de junho de 2006 pela International Astronomical Union (IAU) e foi anunciado junto com a nomeação de Nix na IAU Circular 8723. Hydra foi nomeada após Hidra de Lerna, uma serpente de nove cabeças que lutou Hércules na mitologia grega. Particularmente, as nove cabeças de Hidra sutilmente fazem referência ao antigo nono status planetário de Plutão. As duas luas recém-nomeadas foram nomeadas intencionalmente de forma que a ordem de suas iniciais N e H honrem a missão da New Horizons em Plutão, da mesma forma que as duas primeiras letras do nome de Plutão homenageiam Percival Lowell. O nome de Hidra também foi intencionalmente escolhido, pois seu H inicial homenageia o Telescópio Espacial Hubble usado pela Equipe de Busca Companheira de Plutão para descobrir Hidra e Nix.

Os nomes das características dos corpos do sistema de Plutão estão relacionados à mitologia, à literatura e à história da exploração. Em particular, os nomes dos recursos em Hidra devem estar relacionados a serpentes e dragões lendários da literatura, mitologia e história.
1. 1 2  Verbiscer, Anne J.; Porter, Simon B.; Buratti, Bonnie J.; Weaver, Harold A.; Spencer, John R.; Showalter, Mark R.; Buie, Marc W.; Hofgartner, Jason D.; Hicks, Michael D. (12 de janeiro de 2018). «Phase Curves of Nix and Hydra from the New Horizons Imaging Cameras». The Astrophysical Journal (2): L35. ISSN 2041-8213. doi:10.3847/2041-8213/aaa486. Consultado em 26 de julho de 2021
2. 1 2  Stern, S. A.; Bagenal, F.; Ennico, K.; Gladstone, G. R.; Grundy, W. M.; McKinnon, W. B.; Moore, J. M.; Olkin, C. B.; Spencer, J. R. (16 de outubro de 2015). «The Pluto system: Initial results from its exploration by New Horizons». Science (em inglês) (6258): aad1815–aad1815. ISSN 0036-8075. doi:10.1126/science.aad1815. Consultado em 26 de julho de 2021
3. ↑  «Planetary Names: Planet and Satellite Names and Discoverers». planetarynames.wr.usgs.gov. Consultado em 25 de julho de 2021
4. ↑  «In Depth | Hydra». NASA Solar System Exploration. Consultado em 25 de julho de 2021
5. 1 2 3 4  «NASA - Pluto and Its Moons: Charon, Nix and Hydra». www.nasa.gov (em inglês). Consultado em 25 de julho de 2021
6. ↑  Stern, Alan (2018). Chasing new horizons : inside the epic first mission to Pluto. David Harry Grinspoon First edition ed. New York, N.Y.: [s.n.] OCLC 1019840159
7. ↑  «Pluto's Moon Hydra». Universe Today (em inglês). 13 de julho de 2015. Consultado em 26 de julho de 2021
8. ↑  «News Releases». HubbleSite.org (em inglês). Consultado em 26 de julho de 2021
9. ↑  «IAUC 8625: S/2005 P 1, S/2005 P 2; 2005hh, 2005hi, 2005hj, 2005hk». www.cbat.eps.harvard.edu. Consultado em 26 de julho de 2021
10. 1 2  «IAUC 8723: Sats OF PLUTO; 2006db, 2006dc, 2006dd; 2006ap, 2006cz, 2006da». www.cbat.eps.harvard.edu. Consultado em 26 de julho de 2021
11. 1 2 3  Weaver, H. A.; Buie, M. W.; Buratti, B. J.; Grundy, W. M.; Lauer, T. R.; Olkin, C. B.; Parker, A. H.; Porter, S. B.; Showalter, M. R. (18 de março de 2016). «The small satellites of Pluto as observed by New Horizons». Science (em inglês) (6279): aae0030–aae0030. ISSN 0036-8075. doi:10.1126/science.aae0030. Consultado em 26 de julho de 2021
12. 1 2  Stern, S. A.; Bagenal, F.; Ennico, K.; Gladstone, G. R.; Grundy, W. M.; McKinnon, W. B.; Moore, J. M.; Olkin, C. B.; Spencer, J. R. (16 de outubro de 2015). «The Pluto system: Initial results from its exploration by New Horizons». Science (em inglês) (6258): aad1815–aad1815. ISSN 0036-8075. doi:10.1126/science.aad1815. Consultado em 26 de julho de 2021
13. ↑  Showalter, M. R.; Hamilton, D. P. (junho de 2015). «Resonant interactions and chaotic rotation of Pluto's small moons». Nature (em inglês) (7554): 45–49. ISSN 0028-0836. doi:10.1038/nature14469. Consultado em 26 de julho de 2021
14. 1 2  Witze, Alexandra (3 de junho de 2015). «Pluto's moons move in synchrony». Nature (em inglês): nature.2015.17681. ISSN 0028-0836. doi:10.1038/nature.2015.17681. Consultado em 26 de julho de 2021
15. ↑  Chang, Kenneth (3 de junho de 2015). «Astronomers Describe the Chaotic Dance of Pluto's Moons». The New York Times (em inglês). ISSN 0362-4331. Consultado em 26 de julho de 2021
16. ↑  Verbiscer, Anne J.; Porter, Simon B.; Buratti, Bonnie J.; Weaver, Harold A.; Spencer, John R.; Showalter, Mark R.; Buie, Marc W.; Hofgartner, Jason D.; Hicks, Michael D. (12 de janeiro de 2018). «Phase Curves of Nix and Hydra from the New Horizons Imaging Cameras». The Astrophysical Journal (2): L35. ISSN 2041-8213. doi:10.3847/2041-8213/aaa486. Consultado em 26 de julho de 2021
17. ↑  «Pluto's Small Moons Nix and Hydra – Pluto New Horizons». blogs.nasa.gov (em inglês). Consultado em 26 de julho de 2021
18. ↑  Codex Regius (2016). Pluto & Charon : the new horizons spacecraft at the farthest worldly shores. Wiesbaden: Codex Regius. OCLC 993127921
19. ↑  Keeter, Bill (5 de maio de 2016). «Pluto's Icy Moon Hydra». NASA. Consultado em 26 de julho de 2021
20. 1 2 3  Stern, Alan (2018). Chasing new horizons : inside the epic first mission to Pluto. David Harry Grinspoon First edition ed. New York, N.Y.: [s.n.] OCLC 1019840159
21. 1 2  «Pluto's New Moons are Named Nix and Hydra». Universe Today (em inglês). 22 de junho de 2006. Consultado em 26 de julho de 2021
22. ↑  «International Astronomical Union | IAU». www.iau.org. Consultado em 26 de julho de 2021